# Vilalba
Vilalba és un municipi de la província de Lugo, a Galícia. És la capital de la comarca de la Terra Chá.
La vila està dominada per la Torrassa dels Comtes d'Andrade, títol històricament lligat al Comtat de Lemos, i actualment Parador de Turisme de la localitat. La vila té l'originalitat de posseir un arbre amb nom propi, la pravia, que és un arç blanc situat prop del Parador.

## Història
Les primeres referències a la vila actual daten del segle vi. S'al·ludeix a la vila de Santa María de Montenegro sota la protecció de la família del mateix nom.En el segle VIII patí un incendi que la va destruir completament.

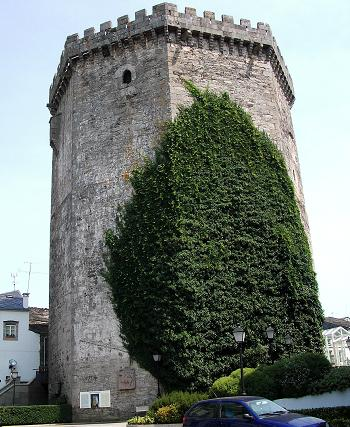
La Torre de l'Homenatge del Castell dels Andrade, en Villalba. Avui, un Parador de Turisme

Posteriorment en el segle xii apareix referida amb el nom de Vilarente. Durant l'Edat Mitjana la història de la vila apareix íntimament lligada a la dinastia Andrade. En el segle xv durant la revolució irmandiña es va destruir el castell de Vilalba en 1431 durant l'aixecament contra Nuño Freire d'Andrade qui després va obligar els veïns a reconstruir la fortalesa. En l'any 1467, que seria l'any de la segona i veritable Revolta Irmandiña, Alfonso de Lanzós, Pedro de Osorio i Diego de Lemos van dirigir un autèntic exèrcit popular que va acabar amb totes les fortificacions dels Andrade, amb excepció de la de Moeche.

### Camí de Santiago
La Ruta de la Costa del Camí de Santiago entra en el municipi des d'Abadín i passa pel pont vell de Martiñán, a Goiriz, per acabar sortint en direcció a Baamonde per San Xoán de Alba, Torre Pedrouzos i d'aquí a Guitiriz.

### Monuments
En la capital de Terra Chá destaca la torre de l'homenatge de l'antic castell dels Andrade, de planta octogonal, transformada en l'actualitat en Parador de Turisme.

## Parròquies
| - Alba (San Xoán) - Árbol (San Lourenzo) - Belesar (San Martiño) - Boizán (Santiago) - Carballido (Santa María) - Codesido (San Martiño) - Corvelle (San Bartolomeu) - Distriz (San Martiño) - Goiriz (Santiago) - Gondaísque (Santa María) | - Insua (San Bartolomeu) - Ladra (San Salvador) - Lanzós (San Martiño) - Lanzós (San Salvador) - Mourence (San Xiao) - Nete (San Cosme) - Noche (San Martiño) - Oleiros (San Mamede) - Rioaveso (San Xurxo) - Román (Santalla) | - Samarugo (Santiago) - San Simón da Costa (San Simón) - Sancovade (Santiago) - Santaballa (San Pedro) - Soexo (Santa María) - Tardade (Santa María) - A Torre (Santa María) - Vilalba (Santa María) - Vilapedre (San Mamede) - Xoibán (San Salvador) |

### Personatges il·lustres
- Lois Peña Novo
- Manuel Fraga Iribarne
- Antonio María Rouco Varela
- Agustín Fernández Paz
- Vicente Celeiro
- Darío Villanueva
- Manuel Mato Vizoso
- Ramón Chao (pare de Manu Chao)
- Antonio Montes Hermida (Cinturón negro 6.º DAN e bicampeón d'Espanya de taekwondo)